# Clase João Belo
La clase João Belo, también conocida como clase Comandante João Belo, es una serie compuesta por cuatro fragatas de diseño francés, idénticas a la clase Commandant Rivière, pero dotadas con equipamiento extra y la habitabilidad adecuada para operar en clima tropical. Fueron encargadas por la Marina portuguesa en 1964, los cuatro buques de la clase, fueron construidos en los astilleros de Nantes. Entraron en servicio entre 1967 y 1969, y substituyeron a las fragatas inglesas de clase River y clase Bay

## Historial
En los años 60, la Marinha Portuguesa estaba interesada en la adquisición de fragatas británicas de clase Leander, pero debido a la oposición británica al régimen dictatorial que en esos momentos existía en Portugal, dicha adquisición, resultó imposible. Portugal se vio entonces forzada a adquirir estas fragatas entre los proyectos que entonces, estaban disponibles para la defensa de las colonias en África, en las aguas de Macao y Timor.
La NRP Comandante Roberto Ivens (F482), fue dada de baja tras colisionar con un buque tanque en un ejercicio de la OTAN. El buque, resultó seriamente dañado en el accidente, y debió ser remolcado hasta puerto. Debido a la edad del buque, y a lo extenso de sus daños, se decidió dar de baja el buque. Se le extrajeron los equipamientos y fue hundido. La NRP Comandante Hermenegildo Capelo (F481), fue retirada del servicio en el año 2004.
En abril de 2008 las dos últimas fragatas de esta clase en servicio en la Marinha Portuguesa (F480 e F483) fueron transferidas a la Armada de Uruguay, que opera buques semejantes de la Clase Rivière.
El reemplazo para estas dos unidades, está previsto que sean las fragatas neerlandesas Van Nes y Van Galen de la clase Clase Karel Doorman adquiridas en 2006 y con entrega prevista entre finales de 2008 y principio de 2009.

## Unidades
| Numeral | Nombre                         | Astillero                                      | Asignado | Estado                                            |
| ------- | ------------------------------ | ---------------------------------------------- | -------- | ------------------------------------------------- |
| F480    | Comandante João Belo           | Ateliers et chantiers de Bretagne (ACB) Nantes | 1967     | Vendida a Uruguay como ROU 01 Uruguay             |
| F481    | Comandante Hermenegildo Capelo | Ateliers et chantiers de Bretagne (ACB) Nantes | 1968     | dada de baja en 2004                              |
| F482    | Comandante Roberto Ivens       | Ateliers et chantiers de Bretagne (ACB) Nantes | 1968     | dada de baja en 1998.                             |
| F483    | Comandante Sacadura Cabral     | Ateliers et chantiers de Bretagne (ACB) Nantes | 1969     | Vendida a Uruguay como ROU 02 Cte. Pedro Campbell |